# Albrecht Kossel
Ludwig Karl Martin Leonhard Albrecht Kossel (Rostock, 16 september 1853 – Heidelberg, 5 juli 1927) was een Duits arts, fysioloog en Nobelprijswinnaar in de geneeskunde. Het werkgebied van Albrecht Kossel was dat van de fysiologische chemie, in het bijzonder de chemie in de celweefsels. In de loop van zijn carrière richtte hij zich meer op de proteïnen.

## Levensloop
In 1853 werd Kossel op 16 september als oudste zoon van de Russische consul Albrecht Kossel en zijn vrouw Clara Jeppe geboren in Rostock. In 1872 begon hij zijn studie geneeskunde aan de zojuist gevestigde universiteit van Straatsburg. In 1878 promoveerde hij aan de Universiteit van Rostock, en wordt hij assistent van zijn toenmalige leraar Hoppe-Seyler. In 1883 werd hij door Emil du Bois-Reymond tot directeur van het Berlijnse Instituut voor de fysiologie benoemd. Hierdoor werd hij tegelijk ook buitengewoon professor aan de faculteit der geneeskunde. 
In 1895 werd Kossel professor op de leerstoel voor fysiologie en directeur van het fysiologisch instituut te Marburg. In 1901 verhuisde hij naar de Universiteit van Heidelberg als opvolger van Wilhelm Friedrich Kühne en Hermann von Helmholtz. In 1910 verkreeg Kossel de Nobelprijs voor de Geneeskunde en Fysiologie als "erkenning van zijn bijdrage aan de kennis der celchemie door zijn werk aan proteïnen die aan de kernsubstantieën vastzitten"; hij ontdekte met name nucleïnezuren die de basis vormen van DNA. Na een kort ziekbed stierf Kossel op 5 juli 1927 in Heidelberg.
Albrecht Kossel was gehuwd met Luise Holtzmann en had een dochter en een zoon, Walther Kossel. Zijn zoon werd een beroemd natuurkundige en ontdekte röntgenstraalinterferenties binnen kristallen.
1901: Behring · 
1902: Ross · 
1903: Finsen · 
1904: Pavlov · 
1905: Koch · 
1906: Golgi, Ramón y Cajal · 
1907: Laveran · 
1908: Mechnikov, Ehrlich · 
1909: Kocher · 
1910: Kossel · 
1911: Gullstrand · 
1912: Carrel · 
1913: Richet ·
1914: Bárány · 
1919: Bordet · 
1920: Krogh · 
1922: Hill, Meyerhof · 
1923: Banting, Macleod · 
1924: Einthoven ·
1926: Fibiger · 
1927: Wagner-Jauregg · 
1928: Nicolle · 
1929: Eijkman, Hopkins · 
1930: Landsteiner · 
1931: Warburg · 
1932: Sherrington, Adrian · 
1933: Morgan · 
1934: Whipple, Minot, Murphy · 
1935: Spemann · 
1936: Dale, Loewi · 
1937: Szent-Györgyi · 
1938: Heymans · 
1939: Domagk · 
1943: Dam, Doisy · 
1944: Erlanger, Gasser · 
1945: Fleming, Chain, Florey · 
1946: Muller · 
1947: C. Cori, G. Cori, Houssay · 
1948: Müller · 
1949: Hess, Moniz · 
1950: Kendall, Reichstein, Hench · 
1951: Theiler · 
1952: Waksman · 
1953: Krebs,Lipmann ·
1954: Enders, Weller, Robbins · 
1955: Theorell · 
1956: Cournand, Forssmann, Richards · 
1957: Bovet · 
1958: Beadle, Tatum, Lederberg · 
1959: Ochoa, Kornberg · 
1960: Burnet, Medawar · 
1961: Békésy · 
1962: Crick, Watson, Wilkins · 
1963: Eccles, Hodgkin, Huxley · 
1964: Bloch, Lynen · 
1965: Jacob, Lwoff, Monod · 
1966: Rous, Huggins · 
1967: Granit, Hartline, Wald · 
1968: Holley, Khorana, Nirenberg · 
1969: Delbrück, Hershey, Luria · 
1970: Katz, Euler, Axelrod · 
1971: Sutherland · 
1972: Edelman, Porter · 
1973: Frisch, Lorenz, Tinbergen · 
1974: Claude, De Duve, Palade · 
1975: Baltimore, Dulbecco, Temin ·
1976: Blumberg, Gajdusek · 
1977: Guillemin, Schally, Yalow · 
1978: Arber, Nathans, Smith · 
1979: Cormack, Hounsfield · 
1980: Benacerraf, Dausset, Snell · 
1981: Sperry, Hubel, Wiesel · 
1982: Bergström, Samuelsson, Vane · 
1983: McClintock · 
1984: Jerne, Köhler, Milstein · 
1985: Brown, Goldstein · 
1986: Cohen, Levi-Montalcini · 
1987: Tonegawa · 
1988: Black, Elion, Hitchings · 
1989: Bishop, Varmus · 
1990: Murray, Thomas · 
1991: Neher, Sakmann · 
1992: Fischer, Krebs · 
1993: Roberts, Sharp · 
1994: Gilman, Rodbell · 
1995: Lewis, Nüsslein-Volhard, Wieschaus · 
1996: Doherty, Zinkernagel · 
1997: Prusiner · 
1998: Furchgott, Ignarro, Murad · 
1999: Blobel · 
2000: Carlsson, Greengard, Kandel ·
2001: Hartwell, Hunt, Nurse · 
2002: Brenner, Horvitz, Sulston · 
2003: Lauterbur, Mansfield · 
2004: Axel, Buck · 
2005: Marshall, Warren ·
2006: Fire, Mello ·
2007: Capecchi, Smithies, Evans ·
2008: Zur Hausen, Barré–Sinoussi, Montagnier ·
2009: Blackburn, Greider, Szostak ·
2010: Edwards ·
2011: Beutler, Hoffmann, Steinman ·
2012: Gurdon, Yamanaka ·
2013: Rothman, Schekman, Südhof ·
2014: O'Keefe, Moser, Moser ·
2015: Campbell, Omura, Tu ·
2016: Osumi ·
2017: Hall, Rosbash, Young ·
2018: Allison, Honjo ·
2019: Kaelin, Ratcliffe, Semenza ·
2020: Alter, Houghton, Rice ·
2021: Julius, Patapoutian ·
2022: Pääbo ·
2023: Karikó, Weissman ·
2024: Ambros, Ruvkun